# Yeh Embang Kangin
Yeh Embang Kangin is een bestuurslaag in het regentschap Jembrana van de provincie Bali, Indonesië. Yeh Embang Kangin telt 3650 inwoners (volkstelling 2010).